# Manuel Zapata Olivella
Manuel Zapata Olivella (Lorica, Córdoba, Colombia, 17 de marzo de 1920-Bogotá, 19 de noviembre de 2004) fue un médico, antropólogo y escritor colombiano. Es considerado uno de los más importantes representantes de la cultura afrocolombiana por su trabajo por divulgarla, registrarla y preservarla en forma de literatura, investigaciones sociales, artículos de prensa, eventos académicos, programas de televisión y radio. Publicó ocho novelas, tres relatos de viajes, una autobiografía, y cientos de ensayos, artículos, crónicas y reseñas en periódicos, revistas y publicaciones académicas. Es especialmente reconocido por obras literarias como "Changó, el gran putas", "Chambacú, corral de negros" y "En Chimá nace un santo".

## Biografía
Manuel Zapata Olivella fue un escritor, médico y antropólogo colombiano criado en la ciudad de Cartagena de Indias, en el Caribe Colombiano.

### Infancia
Nació en el seno de una familia relacionada con el estudio de la literatura, la música, la cultura y la religiosidad popular del Caribe colombiano. Su infancia transcurrió en entornos rurales, rodeado de músicos, educadores y artistas, lo que muy temprana mente lo llevó a interesarse por la diversidad cultural y étnica de su familia y de la gente de la región.
Sus padres, Edelmira Olivella y Antonio María Zapata Vásquez eran, respectivamente, una mestiza (de ascendencia indígena zenú y española), y un mulato (de ascendencia europea y africana), que sembraron en los hijos un sentimiento de orgullo y compromiso por explorar rigurosamente la extensión y dimensión de sus propios orígenes culturales. En palabras de Manuel: "En mi familia todos los abuelos habían nacido engendrados en el vientre de mujer india o negra. Mis padres, mis hermanos, mis primos llevamos la pelambre indígena, los ojos azules o el cuerpo chamuscado con el sol africano".
Siendo niño, su padre —que ejercía labores como profesor y era reconocido como filósofo— se trasladó con parte de su familia (su esposa y algunos de sus doce hijos, entre ellos Manuel, Delia y Juan Zapata Olivella) a Cartagena de Indias. Allí refundó el Colegio "La Fraternidad", cuya sede anterior, en Lorica, había tenido que cerrar. En dicha institución Manuel entró en contacto con una educación humanista y científica, al tiempo que atestiguaba las dificultades que su padre enfrentaba con el Ministerio de Educación del gobierno conservador de la época, que se rehusaba a reconocer oficialmente la institución por considerarla difusora de "ideas librepensadoras".

### Educación y la década de los 40
A comienzos de la década de 1940, Manuel inició estudios de Medicina en Bogotá, en la Universidad Nacional de Colombia. Los registros de sus primeros escritos publicados datan de esos años, del año 1942, con la columna "Genio y figura", en el periódico cartagenero Diario de la Costa, en donde, por primera vez, pone por escrito sus intereses por visibilizar la cultura afrocolombiana. En "Genio y figura", Manuel se refiere a la publicación por parte de la RCA Victor de una serie de discos con la orquesta A N.º 1 de música bolivarense, en donde aparecen algunas de las primeras composiciones y arreglos de Lucho Bermúdez, Santos Pérez, Planeta Pitalúa, Joaquín Marrugo, entre otros músicos, que Manuel valoró temprana y constantemente, y que sólo vendrían a ser reconocidos recién hacia finales de la década. Según Alfonso Múnera, "son abundantes los artículos de Manuel Zapata, publicados entre 1940 y 1965, en periódicos y revistas, cuyo tema central es el folclor colombiano".
Otro de los intereses que dejó vislumbrar desde comienzos de la década de 1940 fue el del activismo en contra del racismo contra los afrocolombianos: por ejemplo, en junio de 1943, junto con Delia Zapata Olivella, Natanael Díaz y Marino Viveros organizó, en Bogotá, el Día del Negro, iniciativa que tuvo grandes detractores por parte de representantes de los partidos Liberal y Conservador, que la consideraron "racista" y "separatista".
Luego de suspender sus estudios, entre 1943 y 1947, Manuel viajó por Colombia, América Central, México y Estados Unidos ejerciendo diversos oficios, entre ellos el de médico, periodista y boxeador. En la Ciudad de México trabajó en el Sanatorio Psiquiátrico del Dr. Ramírez; en el Hospital Ortopédico del cantante Alfonso Ortiz Tirado; en la revista Time y en la revista Sucesos para Todos. En este período, como resultado de sus experiencias como viajero, comenzó a escribir y publicar varias de sus primeras obras narrativas y periodísticas: una serie de colaboraciones sobre música y cultura popular con las revistas "Sábado" y "Cromos"; la novela Tierra mojada (1947)—"<<uno de los primeros brotes novelísticos de la sensibilidad negra en nuestra América>>, según apuntó, en su prólogo, el novelista peruano Ciro Alegría"—;Pasión vagabunda (1949), novela en donde da cuenta de sus reflexiones sobre la discriminación racial en los Estados Unidos; y, finalmente, Tambores de América para despertar al viejo mundo y Arroz amargo, novelas inéditas fruto de su larga caminata. Por estos años, Manuel también viajó a la China de Mao Tse Tung, en donde conoció a Pablo Neruda y Jorge Amado.

### Matrimonio y las décadas de los 50 y 60
Durante la década de 1950, Manuel estuvo casado con María Pérez, con quien tuvo a sus hijos Harlem y Edelma.
Entre las décadas de 1950 y la primera mitad de la década de 1960, Manuel comenzó a explorar su faceta como investigador: muy interesado por la etnografía, gestionó recursos para viajar y publicar sus estudios sobre las culturas de los negros de Colombia; se inició como profesor en varias universidades de Estados Unidos, Canadá, América Central y África; e impulsó la organización del primer congreso de la cultura colombiana y de la Junta Nacional de Folclor. Paralelamente, publicó los libros He visto la noche (1953), La calle 10 (1960), Cuentos de muerte y libertad (1961), Detrás del rostro (1963), El galeón sumergido (1963) y Chambacú, corral de negros (1963). En 1957, se conoció con Rosa María Bosch, su segunda esposa, en Barcelona. Luego de mantener correspondencia por dos años, el 23 de diciembre de 1960 se casaron en Bogotá.
En 1965, con el apoyo e impulso de Rosa María Bosch, Manuel fundó la revista de literatura Letras Nacionales, en donde contó con la colaboración ocasional de escritores como Óscar Collazos, Germán Espinosa, Policarpo Varón, Roberto Burgos Cantor, Ricardo Cano Gaviria, Luis Fayad, Umberto Valverde, Darío Ruiz Gómez, Fanny Buitrago y Alberto Duque López. La revista tuvo una duración de 20 años, con 46 números publicados y constantes interrupciones debidas a las dificultades de financiación. En sus memorias, Gabriel García Márquez lo recuerda así: "Manuel actuaba de médico de caridad, era novelista, activista político y promotor de música caribe, pero su vocación más dominante era tratar de resolverle los problemas a todo el mundo".

### Décadas de los 70 y 80
En la década de 1970, Manuel continuó impulsando la creación de comunidades de investigación y organizando espacios de encuentro y discusión sobre la cultura afrocolombiana y los movimientos de negritudes en África, América Latina y Estados Unidos: en 1973, creó la Fundación Colombiana de Investigaciones Folclóricas, bajo la idea de orientar "primordialmente a la investigación de una vasta área de la cultura colombiana, por lo general fuera del interés de las entidades académicas del país: la creatividad de las capas analfabetas y semianalfabetas que constituyen más del 80% de nuestra población"; en 1975, cofundó el "Centro de Estudios afrocolombianos: movimiento joven internacional José Prudencio Padilla, Cultura Negra e India en Colombia"; en 1975, organizó la primera semana de cultura negra en la Biblioteca Nacional de Colombia; en agosto de 1977, organizó en Cali el I Congreso de la Cultura Negra de las Américas. El segundo Congreso de la Cultura Negra de las Américas tuvo lugar en Panamá, el 17 de marzo de 1980, y el tercero, en San Pablo, Brasil, en agosto de 1982. Entre sus acercamientos a la política, por esos años Manuel fue elegido concejal de Lorica, Córdoba, en 1974, fruto de lo cual recibió el apodo de "Gallo tapa'o". Durante los años 80, en el mismo pueblo impulsó la organización de la emisora Radio Foro Popular, con el propósito de visibilizar las causas de los habitantes de la región. El archivo de todos estos años de trabajo se encuentra, actualmente, en la Universidad de Vanderbilt, en donde los investigadores pueden tener acceso a documentos sobre la tradición oral colombiana, la danza y la música, la farmacopea, la gastronomía y otras manifestaciones culturales colombianas.
El 29 de mayo de 1982, en un vuelo regional de Barranquilla a Corozal, colisionó poco después del despegue el avión en el que se encontraban Manuel Zapata Olivella y otras seis personas con un avión de combate de la Fuerza Aérea Colombiana. Los pilotos de Tavina lograron acuatizar en la laguna de Malambo mientras el avión militar alcanzó a aterrizar en el aeropuerto de Barranquilla. Ninguno de los ocupantes a bordo resultó herido, así que Manuel, el resto de los pasajeros y tripulantes fueron rescatados por asombrados pescadores locales.
En 1983 publicó su obra más reconocida, Changó, escrita entre 1962 y 1982, y continuó con su labor de divulgación, en la emisora Radio Nacional de Colombia, a través de los programas "Identidad colombiana", "Norte y sur del vallenato y la "Enciclopedia audiovisual de la identidad colombiana"; este último lo hizo acreedor a un Premio Simón Bolívar a mejor programa radial.

### Década de los 90, milenio y muerte
En 1990 publicó Fábulas de Tamalameque, narrativa dedicada a las tradiciones populares de los departamentos del Magdalena y Bolívar.
Durante la década de 1990, Manuel pasó por varias intervenciones quirúrgicas, que dificultaron su movilidad y, sumadas a dificultades económicas, mermaron su salud. Sin embargo, hacia finales de la década continuaba haciendo viajes por Colombia, Estados Unidos y Europa. La cantante colombiana Lucía Pulido recuerda su encuentro de esos años con Manuel, en la Universidad de Penn State, en ocasión de un congreso de colombianistas en donde ambos artistas intervinieron:
"Yo fui, por casualidad, con Ian Betancur, su nieto o sobrino nieto, y con otro guitarrista, a tocar en trío. Al final del concierto, Manuel se subió al escenario y tradujo en palabras lo que yo acababa de hacer. Porque yo estaba muy...no sé si asustada, pero estaba en medio de monstruos...eruditos, intelectuales colombianos y escritores. Entonces yo decía: <<Voy a entrar a matar, porque sino me van a matar a mí>>. Después yo no sabía cómo bajar toda esa intensidad, me acuerdo. Y de las cosas que me dijo Manuel...de los piropos más simpáticos que me han echado en la vida...es: <<Tú eres como una mangosta. La mangosta mata culebra, cascabel...>>. [...] Luego de eso, él estaba como agregado cultural en Trinidad & Tobago, entonces le mandé mi disco para que lo escuchara, y, si le gustaba, hiciera la presentación, los liner notes. Desafortunadamente, las conversaciones se borraron porque eran por fax, pero él escribió un texto y le dio el nombre al disco, que se llama Cantos religiosos y paganos de Colombia. [...] Ya después nos vimos en Bogotá y yo le decía: <<Yo estoy trabajando con la tradición, pero lo hago con mucho respeto>>, y él lo primero que me dijo fue: <<Quítate el respeto, porque es la única manera para que la música se transforme>>. [...] Y ya luego le pidió a su hija que me copiara cassettes con trabajo de campo hecho por él [...] sobre todo del Pacífico. [...] Y él me decía: <<Yo no te doy este material porque tú seas muy simpática, sino porque tienes la responsabilidad de hacer algo con esto>>". 
En general, durante toda su vida, Manuel mantuvo correspondencia extensa con diferentes académicos, escritores e intelectuales interesados por la cultura afrodescendiente, como Roy Simón Bryce-Laporte, Eulalia Bernard, Olivia Sera Avellar, Wände Abimbola, George List, Laurence Prescott, Marvin A. Lewis, Yvonne Captain-Hidalgo, William Luis, Antonio D. Tillis y Jonathan Tittler.
En 2002, recibió el premio a la Vida y Obra del Ministerio de Cultura de Colombia. Luego de su muerte el 19 de noviembre de 2004, sus cenizas fueron esparcidas en el río Sinú.
En 2006, la Biblioteca Pública Metropolitana El Tintal, una de las 4 principales de la Red Biblored en Bogotá, recibió el nombre Biblioteca Pública El Tintal "Manuel Zapata Olivella".

## Narrativa
Desde mediados de los años 50 su narrativa se concentraría cada vez más en la historia y la cultura de los habitantes del Caribe colombiano, en especial la vivencia de los negros e indígenas. Gracias a ello, intercambió correspondencia y se encontró con distintas figuras del ámbito cultural afrodescendiente, como Langston Hughes (poeta estadounidense); Abdías do Nascimento (sociólogo brasilero); Nicomedes Santacruz (poeta y folclorista peruano); Aimé Césaire (poeta y ensayista de Martinica); Nicolás Guillén (poeta cubano); Léopold Sédar Senghor (poeta y presidente de Senegal); Frantz Fanon (pensador de Martinica); Alejo Carpentier (novelista y musicólogo cubano); León Goutran Damas (poeta guyanés); Édouard Glissant (poeta y ensayista de Martinica), entre otros. Manuel, sin embargo, no era el único colombiano interesado en la reivindicación de los derechos y de la cultura afrodescendiente, pues se registra el desarrollo de un movimiento, no siempre homogéneo, pero sí representativo del interés y la lucha por el reconocimiento y la inclusión de los negros en la sociedad colombiana. Resaltan, por ejemplo, Delia Zapata Olivella, Juan Zapata Olivella, Rogerio Velásquez, Aquiles Escalante, Sofonías Yacup, Natanael Díaz, Jorge Artel, Arnoldo Palacios, Carlos Arturo Truque, Diego Luis Córdoba y Valentín Moreno Salazar, entre otros.

Más adelante, en 1965, con el apoyo de Rosa Bosch, fundó y dirigió la revista de literatura Letras Nacionales, cuyos intereses, respecto a la defensa del nacionalismo literario y la crítica al colonialismo cultural, se ven sintetizados en la editorial de su primer número: 
"Hay una literatura colombiana. Teatro, poesía, novela, cuento, ensayo. Letras Nacionales será una revista para mostrarla, juzgarla y exaltarla. Tomamos una responsabilidad que nadie ha querido asumir hasta ahora en nuestro país. Unos miran avergonzados cuanto se escribe. Otros no alcanzan a comprender el significado nacional que implica la publicación de un libro. Hay quienes piensan que el acto de escribir debe estar condicionado a la realización de una obra universal".
En este mismo período escribe su obra En Chimá nace un santo (1964), considerada por la crítica como el cierre de un primer período creativo, y elegida finalista en dos concursos: el Esso de 1963, en el que fue derrotada por Gabriel García Márquez con La mala hora; y el Premio de Novela Breve Seix Barral, cuyo primer puesto fue para La ciudad y los perros de Mario Vargas Llosa.

Su obra más importante es la novela Changó, el Gran Putas (1983), un ambicioso relato sobre los orígenes afroamericanos y los relatos de los negros cimarrones en Cartagena, Haití y también sobre la oposición a la segregación en Estados Unidos. Sobre su proceso de escritura, el académico colombiano Darío Henao recuerda que:  
"Una tarde frente a la bahía de Santa Marta, Manuel me contó que mientras escribía Changó, el gran putas, sintió la necesidad de ir al África, el punto de partida de esa diáspora brutal que empujó a millones de seres humanos como esclavos a las Américas. El proceso creativo le pedía ese viaje a la tierra de los ancestros, pues le urgía atar muchos cabos sueltos sobre la saga que venía investigando hacía más de veinte años para su novela".
Dicho viaje a África se realizó en enero de 1974, cuando Manuel recibió la invitación del poeta, y en ese entonces presidente, Léopold Sédar Senghor para visitar Dakar, Senegal, y participar en el coloquio La negritud y América Latina. Allí fue llevado a la isla de Goré, en donde conoció las ruinas de una prisión a la cual eran llevados los africanos cazados en los antiguos reinos del Níger, "a la espera de los barcos negreros que los llevarían al <<viaje de nunca retorno>>". Conmovido, Manuel le pide a Senghor que le permita pasar la noche en una de las bóvedas frente al mar:
"Llevo varios años escribiendo una novela sobre la epopeya de la negritud en América, la que se inicia precisamente aquí, en esta <<Casa de los Muertos>>. Quisiera pasar la noche desnudo sobre las piedras lacerantes, hundirme en las úlceras y los llantos de mis ancestros durante la larga espera de los barcos para ser conducidos a Cartagena de Indias, donde nací y donde preservamos su aliento y su memoria".
Según Darío Henao, "esta era la experiencia vital que le faltaba para darle solución poética al mundo que recrearía en la novela", puesto que le permitió diseñar cómo debía ser la estructura narrativa y conjurar los misterios de su escritura imaginando un mundo "tutelado por los dioses de sus ancestros africanos". La novela ha sido reeditada en varias oportunidades (1983, 1985, 1992 y 2010), traducida al francés, inglés y portugués 
Sus obras tratan fundamentalmente la opresión y la violencia. En su larga trayectoria como narrador se pueden distinguir dos tendencias, una de carácter realista y denuncia social y otra de carácter mitológico en la que prima la visión mágica del negro.

## Premios
- 1963 - "Detrás del rostro". Primer Premio Nacional de Novela "Esso", de la Academia Colombiana de la Lengua. Bogotá.
- 1985 - "Changó". Premio Literario "Francisco Matarazzo Sobrinho" Ficción Latinoamericana, otorgado por el Centro Cultural Francisco Matarazzo Sobrinho. San Pablo, Brasil.
- 1987 - "Levántate Mulato. El espíritu hablará a través de mi raza". Premio Literario "Nuevos Derechos Humanos", otorgado por la Asociación de Nuevos Derechos Humanos. París, Francia.

## Obras

### Novelas
- 1947 - Tierra Mojada
- 1953 - He visto la noche
- 1958 - Los Pasos del Indio
- 1960 - La calle 10
- 1963 - Detrás del rostro - Ganadora del premio Esso.
- 1963 - Chambacú, corral de negros - Mención en el Premio Casa de las Américas 1963
- 1964 - En Chimá nace un santo
- 1983 - Changó, el gran putas
- 1983 - Historia de un Joven Negro
- 1993 - Hemingway, el cazador de la muerte

### Teatro
- 1955 - Hotel de vagabundos
- 1958 - Los pasos del indio
- 1971 - Caronte liberado

### Relato breve
- 1949 - Pasión vagabunda
- 1955 - China 6 a.m.
- 1961 - Cuentos de muerte y libertad
- 1962 - El cirujano de la selva
- 1962 - El galeón sumergido[20]
- 1967 - ¿Quién dio el fusil a Oswald?
- 1990 - Fábulas de Tamalameque

### Autobiografía
- 1988 - ¡Levántate mulato! "Por mi raza hablará el espíritu". Bogotá: Rei Andes.

### Ensayos
- 1972 - Tradición oral y conducta en Córdoba
- 1974 - El hombre colombiano
- 1997 - La rebelión de los genes

### Artículos de prensa
- 1962 - Los ritmos populares[21]
- 2010 - Por los senderos de sus ancestros: textos escogidos (1940 - 2000)

## Centenario de Manuel Zapata
El 17 de marzo de 2020 se celebró el centenario de Manuel Zapata Olivella.